# ان‌جی‌سی ۵۳۱۶
ان‌جی‌سی ۵۳۱۶ (انگلیسی: NGC 5316) یک خوشه باز در صورت فلکی قنطورس است. این خوشه در سال ۱۸۲۶ میلادی توسط جیمز دانلوپ کشف شد. این خوشه در فاصله تقریباً ۴۰۰۰ سال نوری از زمین، در بازوی کمان قرار دارد.